# Yahuarlocro
Yahuarlocro o yaguarlocro es un plato típico de la gastronomía de Ecuador. Se trata de una sopa a base de papas (un locro), que también contiene panza (estómago), librillo (estómago), e hígado de borrego, que se acompaña con aguacate, cebollas y sangre del mismo animal. Este plato es preparado en los Andes ecuatorianos y aunque es preferencial y con más realce en la ciudad de Guayllabamba, ciudad cercana a la capital ecuatoriana.
Es típico de la Región Interandina del Ecuador y es servido tanto como primer plato o plato principal de una comida cuando se presenta en abundante cantidad.  Es de origen mestizo.

## Etimología
Su nombre proviene del kichwa, yawar=sangre y locro=guiso.

## Elaboración
- Cocinar la panza y las tripas en abundante agua con una cebolla roja o paiteña, dos ajos y una rama de cebolla blanca, hasta que esté muy blanda. Reservar el agua de la cocción.
- Picar las tripas y la panza en cuadrados pequeños y resérvalas.
- Hacer un refrito con la manteca achiote y la cebolla blanca y ajo, agregar el orégano. Luego, añadir una parte de las papas, la panza y las tripas; cocer hasta que las papas estén blandas.
- Luego, poner el resto de las papas y la leche, agregar sal, pimienta y culantro muy fino.
- Con la cebolla paiteña fina, la cebolla blanca, el ajo, el orégano, sal y pimienta hacer un refrito para freír la sangre. Al final agregar el culantro.

Servir muy caliente y acompañar con un plato aparte con la sangre, el aguacate, la cebolla curtida y el tomate.